# Кутчі
Кутчі (узб. Qutchi, Қутчи) — міське селище в Узбекистані, в Шахрисабзькому районі Кашкадар'їнської області.
Статус міського селища з 2009 року.